# Adam Christoph von Wallenrodt
Adam Christoph von Wallenrodt (* 1. Februar 1644; †  5. November 1711 in Königsberg) war ein preußischer Minister und Landhofmeister, Ritter des Schwarzen Adlerordens, Oberst der Kavallerie und Chef eines Regiments zu Pferd.

## Leben

### Herkunft
Seine Eltern waren der Amtshauptmann von Morungen Gottfried von Wallenrodt (* 22. April 1607; † 9. April 1657) und dessen zweiter Ehefrau Maria, geborene von Nettelhorst († 20. Februar 1662). Der preußische Staatsmann Sigismund von Wallenrodt (* 24. Oktober 1652; † 26. November 1723) war sein Bruder.

### Karriere
Da sein Vater früh starb, übernahm dessen Bruder Johann Ernst von Wallenrodt seine Erziehung. Bis zu seinem 16. Lebensjahr studierte er im Jesuitenkloster von Bromberg. 1662 wechselte er dann auf die Universität Königsberg. Ab 1664 ging er auf Reisen, studierte ein Jahr in Duisburg, zwei in Jena und zuletzt auf der Universität Tübingen. Im März 1668 reiste er über Holland nach Frankreich, wo er weitere zwei Jahre blieb. Er kehrte über England und Dänemark nach Preußen zurück, wo er im Juli 1671 wieder eintraf.
Dort wurde er Leutnant im Infanterieregiment des Kronprinzen und zog 1672 auf den Feldzug gegen Frankreich. Als aber der Frieden von Vossem geschlossen wurde, wechselte Wallenrodt in holländische Dienste. Er warb Mannschaften und erhielt dafür eine Kompanie im Regiment „Eulenburg“. Im März 1674 wurde er Major und nahm als solcher an der Belagerung von Graves teil.
1675 holte in der Kurfürst zurück in brandenburgische Dienste und machte ihn am 15. Juli 1675 zum Oberstleutnant im Dragonerregiment „Schlieben“. Damit erhielt er die Stelle seines Vetters Adam Sigismund von Wallenrodt. Im Januar 1677 wurde er zum Oberst über ein Kavallerieregiment ernannt. Wallenrodt trat diesen Posten aber nicht an, sondern wollte sich lieber um die Verwaltung seiner angeheirateten Güter kümmern.
Im März 1688 erhielt er die Amtshauptmannschaft von Rastenburg und dazu im Mai die von Tapiau. Dazu erhielt er im Mai 1690 vom Kurfürsten Friedrich III. auch die Landratsstelle in Schacken. Nachdem Wallenrodt nun einige Jahre Hauptmann in Brandenburg und Landratsdirektor gewesen war, wurde er im Juli 1697 Obermarschall. Vom König Friedrich I. wurde er am 19. Januar 1701 mit dem Schwarzen Adlerorden ausgezeichnet und in den preußischen Grafenstand erhoben. Kurz darauf schickte ihn der König als Gesandten an den Polnischen Hof. Er wurde dann zur Hochzeit des Königs mit der Prinzessin von Mecklenburg zurückgeholt und erhielt bei seiner Rückkehr die Landeshofmeisterwürde. Er starb nach vielen Jahren treuer Dienste am 5. November 1711.

### Familie
Er heiratet im Oktober 1676 Marie Luise von Wallenrodt (* 9. September 1656; † 18. März 1699), die Erbtochter seines Vetters des Landeshofmeisters Johann Ernst von Wallenrodt (* 1615; † 1697), mit der er zwei Söhne und fünf Töchter hatte, darunter:
- Maria Charlotte Luise (* 15. Juni 1676; † 5. Mai 1737) ⚭ 1699 Heinrich Wilhelm von der Groeben (* 11. August 1657; † 30. August 1729)
- Katharina Sophia (* 1677; † Jung)
- Johann Ernst (* 1678; † Jung)
- Johanna Charlotte (* 1679; † 1681)
- Adam Christoph (* 1680; † 1. April 1741), Hauptmann von Tapiau ⚭ Dorothea Charlotte von Proeck († 6. Juni 1750), Tochter von Friedrich von Proeck
- Katharina (* 6. September 1681; † 25. September 1751) ⚭ 1701 Freiherr Gottfried von und zu Eulenburg (* 13. Dezember 1676; † 16. Dezember 1742), Geheimer Etats- und Kriegsminister